# Petar Gligorovski
Petar Gligorovski (en cirílico macedonio:Петар Глигоровски, nacido Perica Panov, Перица Панов; Skopie, 3 de febrero de 1938-Skopie, 4 de diciembre de 1995) fue un pintor y cineasta yugoslavo y macedonio, uno de los pioneros historietistas de la ex-Yugoslavia.

## Biografía
Estudió en la Universidad de las Artes de Belgrado y animación en Zagreb. De 1963 a 1968, hizo dibujos animados en TV Skopje.
Usaba formas biomórficas sutiles en policromía para su temática de mitología indoeuropea y bíblica.

## Filmografía
- 1971: Embrion № M
- 1976: Feniks
- 1977: Adam: 5 do 12
- 1985: A, 1985